# Lancashire County Criquet Club
El Lancashire County Criquet Club, fundat el 1864, és un club de criquet anglès que juga al County Championship pel comtat de Lancashire. El Lancashire juga a l'estadi d'Old Trafford a la ciutat de Manchester, al Gran Manchester, i ha guanyat el County Championship 8 cops. El Lancashire va jugar en la primera temporada del Championship el 1890 i el va guanyar per primer cop el 1897. Va compartir la victòria el 1950 amb el Surrey County Criquet Club.
El Lancashire té una rivalitat amb el Yorkshire County Criquet Club a causa de la guerra de les Dues Roses. L'escut de Lancashire és una rosa vermella, i el de Yorkshire és una rosa blanca.

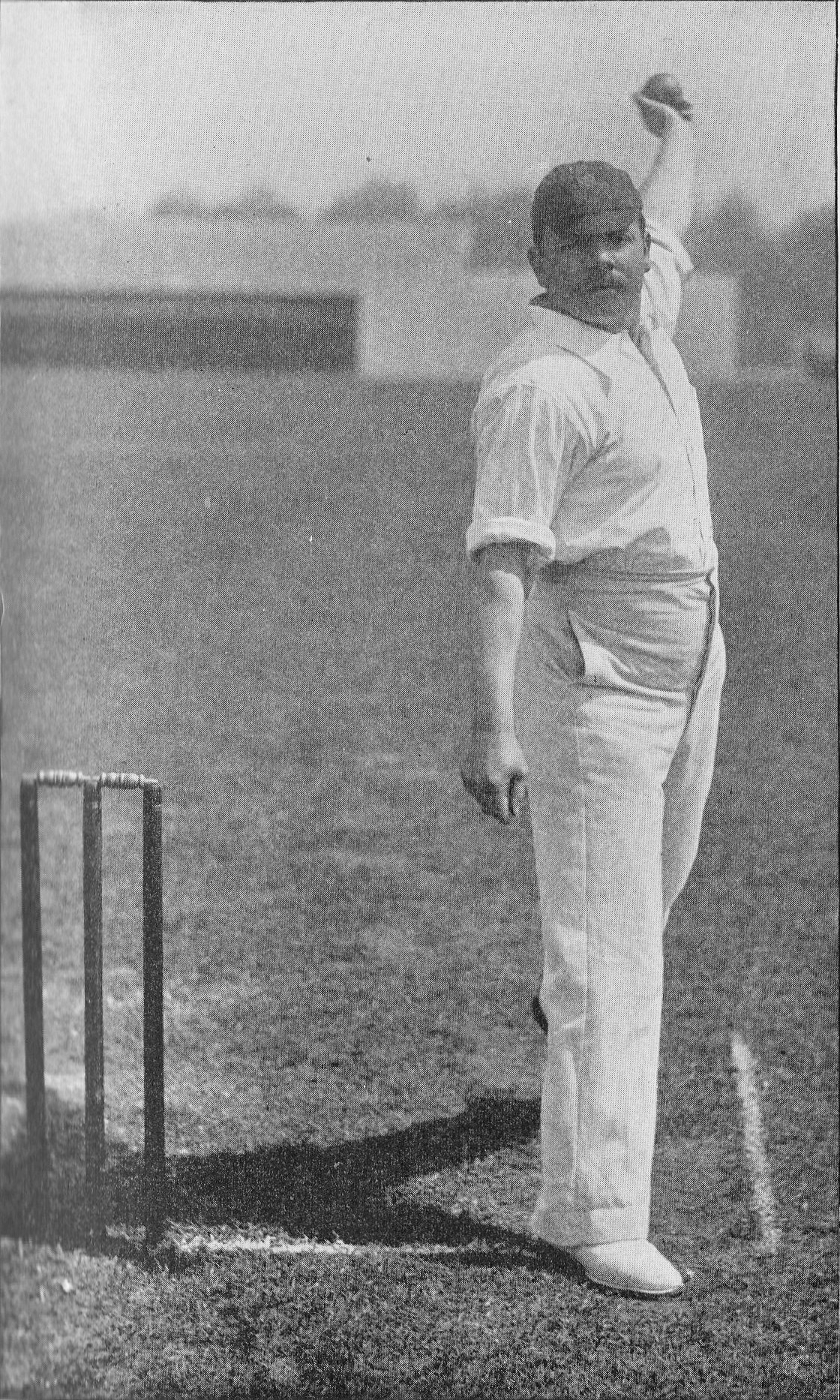
Johnny Briggs va jugar per a Lancashire de 1879 fins a 1900 i és el seu únic jugador que va marcar més de 10.000 carreres.

## Palmarès
- County Championship (8): 1897, 1904, 1926, 1927, 1928, 1930, 1934, 2011 
  - Compartit: 1950